# Kreuzkamm
Der Kreuzkamm ist ein Gebirgskamm in den Ötztaler Alpen zwischen dem Rofental im Westen und dem Niedertal im Osten. Er zweigt östlich der Fineilspitze, in der Nähe der Fundstelle des Ötzi, nach Nordnordosten vom Schnalskamm, einem Teil des Alpenhauptkamms, ab und läuft bei Vent aus, wo sich die beiden Täler vereinigen. Der höchste Punkt des Kamms ist die namensgebende Kreuzspitze, der nördliche Eckpunkt ist die Talleitspitze.

## Gipfel
Die Gipfel des Kreuzkammes sind (von Nord nach Süd):
| Gipfel        | Höhe (Meter) |
| ------------- | ------------ |
| Talleitspitze | 3406 m ü. A. |
| Kreuzspitze   | 3455 m ü. A. |
| Kreuzkogel    | 3338 m ü. A. |
| Sennkogel     | 3398 m ü. A. |
| Saykogel      | 3355 m ü. A. |
| Hauslabkogel  | 3402 m ü. A. |

Siehe dazu auch die Liste der Dreitausender im Ötztaler Hauptkamm.